# To the next
to the next è il quarto album dei Dazzle Vision.

## Il disco
Pubblicato il 12 maggio 2010, è il secondo album della band (nonché ultimo) a vedere Yu alla chitarra.
Rispetto al precedente Crystal Children, in to the next vi è una maggior presenza di tastiere, che il bassista Takuro esegue in tutte le canzoni (l'unica eccezione è rappresentata da VISION). Takuro inoltre esegue un assolo di basso in Miss Cinderella.
Per promuovere l'album, venne realizzato un videoclip per la canzone VISION.

## Lista tracce
Testi di Maiko e Takuro, musiche dei Dazzle Vision.
1. to the next – 4:08
2. VISION – 3:16
3. IN A MOMENT – 4:34
4. Boku ga Boku de Aru tame ni (僕が僕であるために?) – 3:32
5. Wonderland (ワンダーランド?) – 1:26
6. Miss Cinderella – 3:32
7. cold – 4:31
8. Hirui (悲涙?) – 3:07

## Formazione
- Maiko – voce
- Yu – chitarra
- Takuro – basso, tastiere
- Haru – batteria